# Johannes Franciscus Barbiers
Johannes Franciscus Barbiers (gedoopt Amsterdam, 14 december 1806 – Brussel, 7 februari 1848) was een Nederlandse schilder.

## Leven en werk
Barbiers, lid van de schildersfamilie Barbiers, werd gedoopt in de rooms-katholieke kerk De Lely in Amsterdam als zoon van kunstschilder Pieter Barbiers (1749-1842) en Ida Egbers. Hij was een halfbroer van Bartholomeus Barbiers (1783-1816). Hij schilderde vooral landschappen en kerkinterieurs en was werkzaam in Amsterdam.